# Супрематический балет
«Супремати́ческий бале́т» — театральное действие, состоявшееся 6 февраля 1920 года в Витебске и представлявшее собой анимацию супрематических композиций. Балет был поставлен преподавателем Витебского художественного училища Ниной Коган в здании училища.

## История

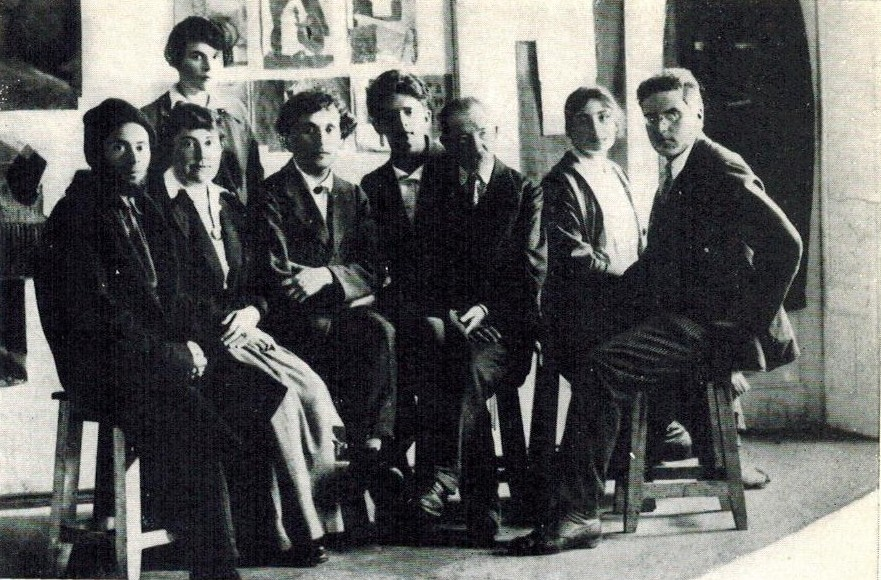
Нина Коган среди преподавателей Народного художественного училища. Витебск, 26 июля 1919 года. Сидят слева направо: Эль Лисицкий, Вера Ермолаева, Марк Шагал, Давид Якерсон, Юдель Пэн, Нина Коган, Александр Ромм. Стоит делопроизводительница училища

6 февраля 1920 года преподаватель Витебского художественного училища Нина Коган поставила в здании училища «Супрематический балет».